# Punta Sheppard
La punta Sheppard es un cabo que marca la entrada norte a la bahía Esperanza, en el extremo noreste de la península Antártica.
Es una saliente costera bastante aguda, que se caracteriza por presentar en su extremo sudeste un nunatak cónico de 60 metros de altura que sobresale entre la nieve.

## Historia y toponimia
Fue descubierta por un grupo que acompañaba a Johan Gunnar Andersson en la Expedición Antártica Sueca de 1901-1904, que pasó el invierno en la bahía Esperanza en 1903. Fue nombrada por el British Antarctic Survey en homenaje al capitán Robert Carl Sheppard (San Juan de Terranova, 1897-1954), de la Marina Real británica y comandante del barco Eagle que participó en la Operación Tabarín, que estableció la base D en la bahía.

## Reclamaciones territoriales
Argentina incluye a la península Antártica en el departamento Antártida Argentina dentro de la provincia de Tierra del Fuego, Antártida e Islas del Atlántico Sur; para Chile forma parte de la comuna Antártica de la provincia Antártica Chilena dentro de la Región de Magallanes y de la Antártica Chilena; y para el Reino Unido integra el Territorio Antártico Británico. Las tres reclamaciones están sujetas a las disposiciones del Tratado Antártico.
Nomenclatura de los países reclamantes: 
- Argentina: punta Sheppard[5][6]
- Chile: punta Sheppard[3]
- Reino Unido: Sheppard Point[4]